# Gotthilf Betulander
Gotthilf Ansgarius Betulander, född 13 januari 1872, död 20 oktober 1941, var en svensk ingenjör och uppfinnare inom automatiska telefonväxlar.

## Biografi
Gotthilf Ansgarius Betulander föddes i Lima, Dalarna och var son till kyrkoherden Evald Betulander och Katarina Margareta Söderlund. Gift med Anna-Lisa Johansson 1893. Han bodde i Södertörns villastad till sin bortgång.
G A Betulander fick anställning vid Telegrafverkets Verkstad 1891 där han fick yrkesutbildning och blev förman 1897, 1901 1:e ritare och ingenjör samt från 1907 till 1937 verkstadsingenjör vid Konstruktionsavdelningen inom Telegrafverket. Mellan 1905 och 1907 var han sakkunnig i kommittén för prövning av skärgårdstelefonautomater, från 1918 ledamot i Svenska Uppfinnareföreningens nämnd för elektroteknik, mellan 1910 och 1920 styrelseledamot och teknisk chef i AB Autotelefon Betulander.
G.A Betulander erhöll över 300 patent på uppfinningar inom automatisk uppkoppling av telefonsamtal. Betulander utförde ett betydelsefullt arbete inom utvecklingen av automatväxlar för telefoner, och kan ses som en av pionjärerna på området, bland annat genom de fundamentala kopplingsprinciper han framlagt. Betulander konstruerade först automatiska telefonanläggningar med steg för steg-väljare men övergick senare till sitt reläsystem, där väljningen uteslutande görs med hjälp av reläer.

## Innovationer inom telekommunikation
G. A. Betulander konstruerade en telefonväxel med roterande väljare, som ställdes ut och demonstrerades vid Exposition Universelle, världsutställningen i Paris år 1900, där den belönades med guldmedalj. Efter utställningen installerade Betulander växeln i Järla, Nacka och användes i många år.
Problemet med hur abonnenten skulle göra själva uppkopplingen hade till en början många lösningar. Betulander patenterade flera varianter på impulsapparater för att styra reläerna i växlarna. Med tiden blev utvecklingen inom telefonin den att fingerskivan segrade och Betulander experimenterade även med varianter på denna.
Impulserna från abonnentens apparater styrde i automattelefonstationen reläer som ersatte telefonisternas armar och växelbordens sladdar med kontakter. Betulander utvecklade en väljare där ett kontaktorgan ”klättrade” på en kuggstång, med hjälp av ett relä och kunde nå en av en rad kontakter. Denna väljare blev vanlig i små växlar, i kontor och hos företag. Väljaren utvecklades vidare så att den även vreds med hjälp av ett annat relä. Då kunde kontaktorganet nå rätt kontakt i en matris på 100 kontakter. 

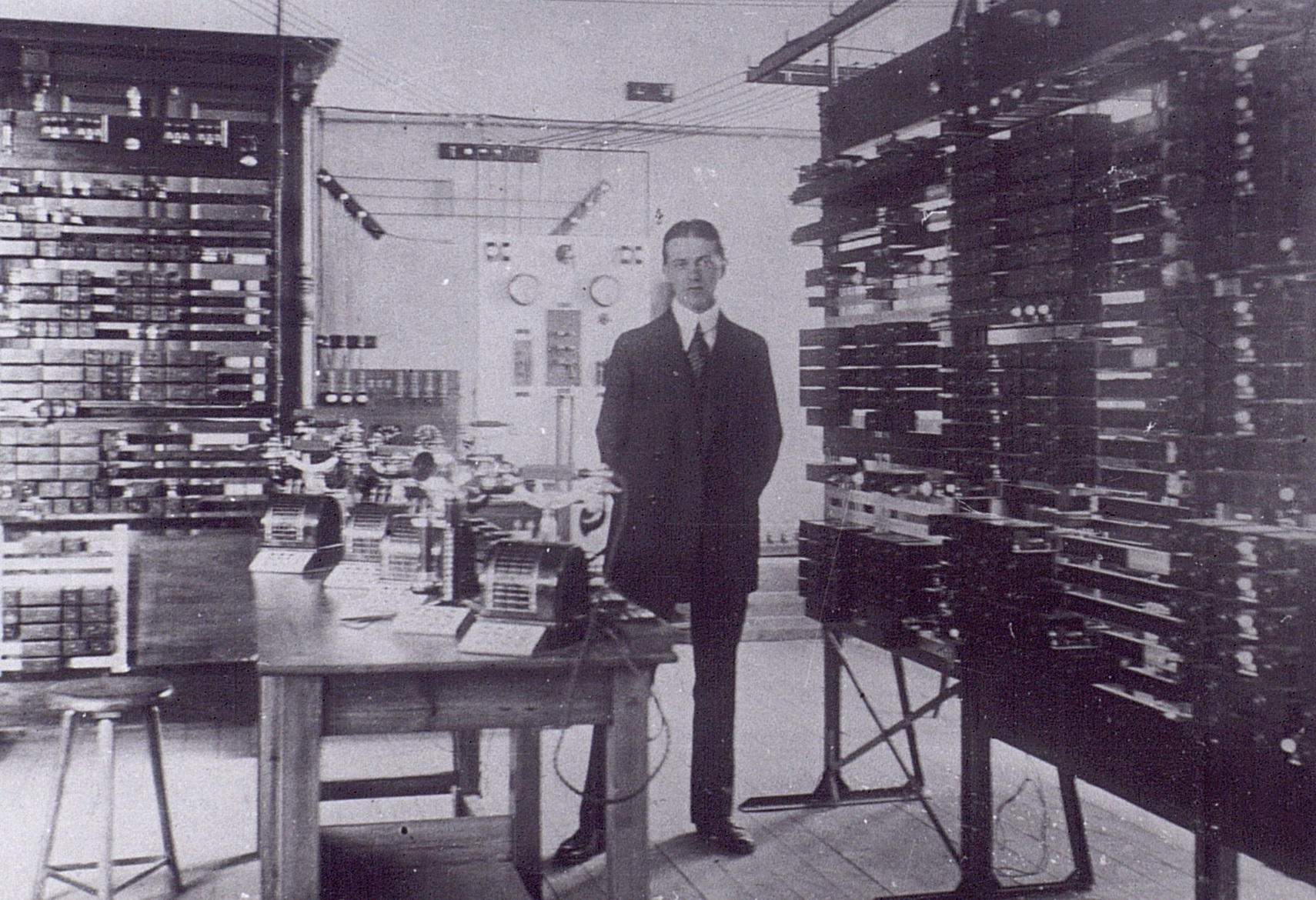
Ingenjör Nils Palmgren vid provanläggningen hos Nya AB Autotelefon Betulander, 1915.

Tillsammans med kollegan Nils Palmgren vid Telegrafverket startade G A Betulander företaget AB Autotelefon Betulander, senare Nya AB Autotelefon Betulander, med lokaler i Liljeholmen, Stockholm. Där byggde de 1915 upp en relästyrd försöksstation med huvudstation och understationer som förslag till automatisering av Stockholms telefonnät. Stationen pressvisades 26 april 1915. Växeln visades också för Telegrafverket, som även var intresserade av system från Western Electric, Siemens samt Telefonaktiebolaget L M Ericsson. Verket valde att gå vidare med Ericssons system med 500-väljare, baserat på uppfinningar av Axel Hultman och Martin Löfgren som utvecklats av Knut Kåell vid Telefonaktiebolaget L M Ericsson.
Ett av de omkring 300 patenten Betulander tog, handlade om markörsystem i automatiska reläväxlar. Detta fick han tillsammans med Nils Palmgren omkring 1912, men tekniken var före sin tid och kom inte till bruk förrän 1938, då AT&T i USA konstruerade modernare elektromekaniska växlar. Med markörsystem minskade kostnaderna för telefonstationer eftersom markörsystemet stödde uppkopplingen av samtal men inte var låst av det utan kunde användas för uppkoppling av nya samtal.

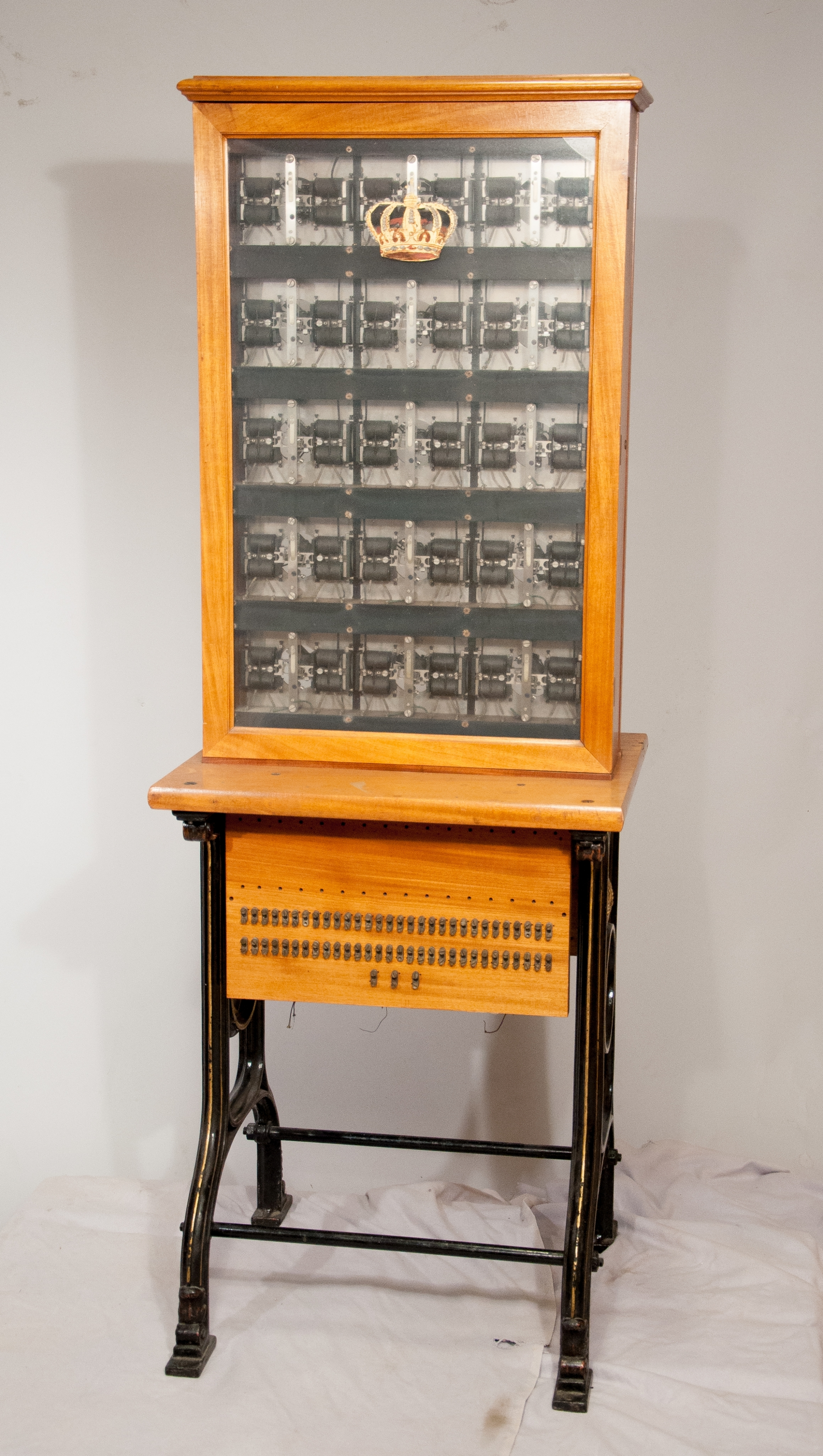
Automatisk telefonväxel av Betulanders konstruktion, utställd i Paris 1900, därefter använd i Järla, Nacka.
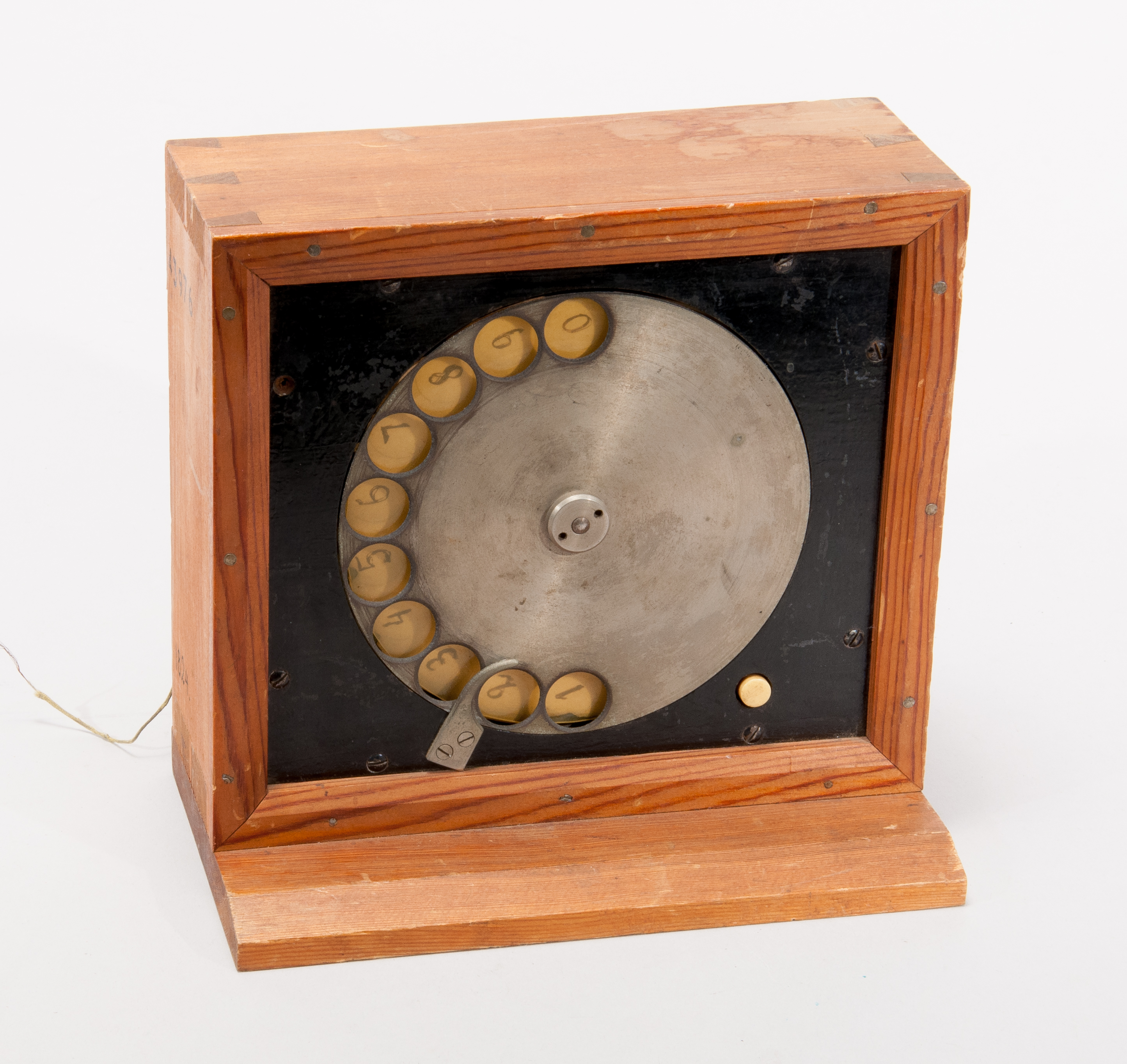
Beställningsapparat för uppkoppling av telefonsamtal i automatisk växel av Betulanders princip, 1900.
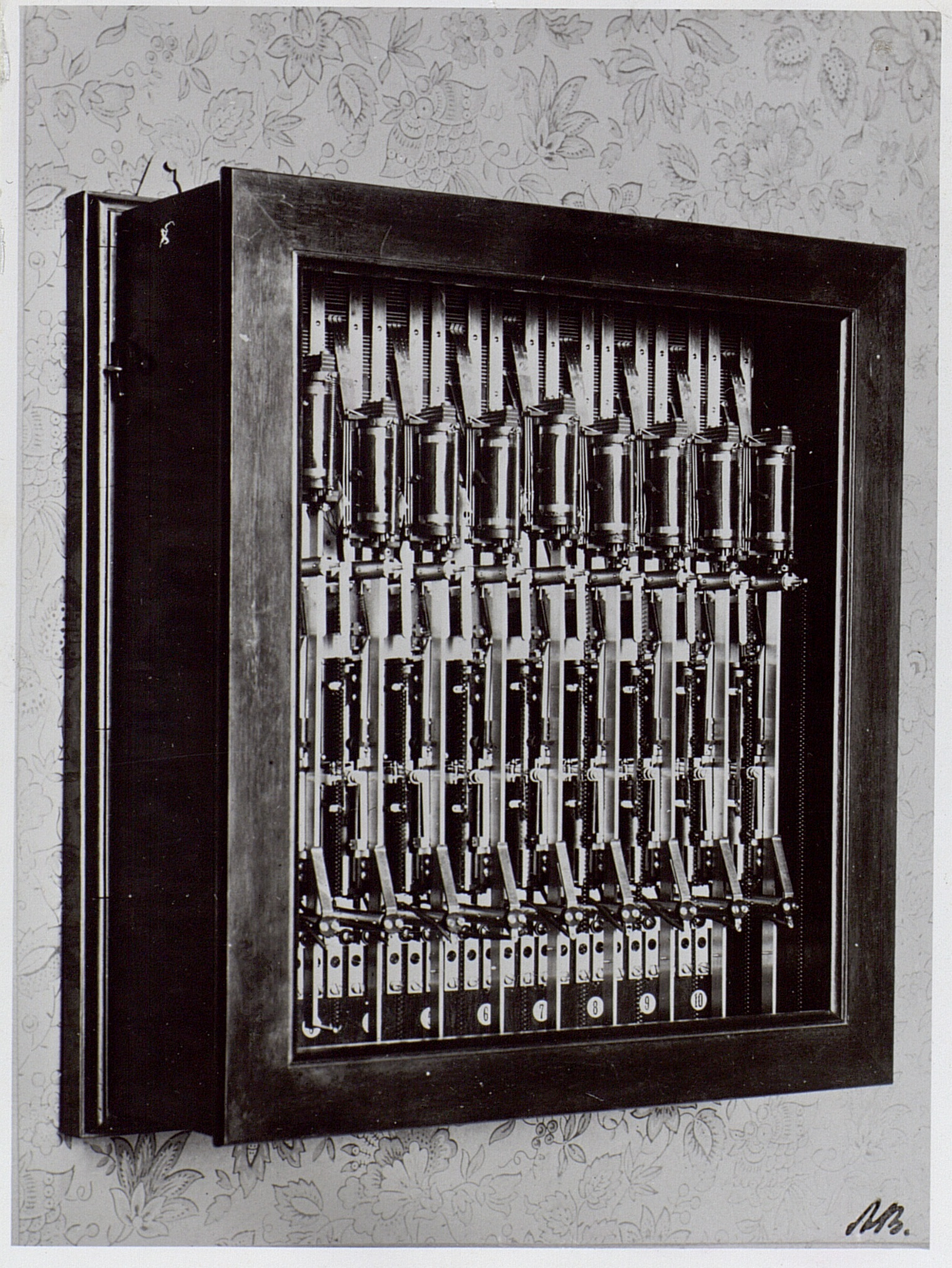
Växel med klätterväljare, av Betulanders konstruktion, 1900.
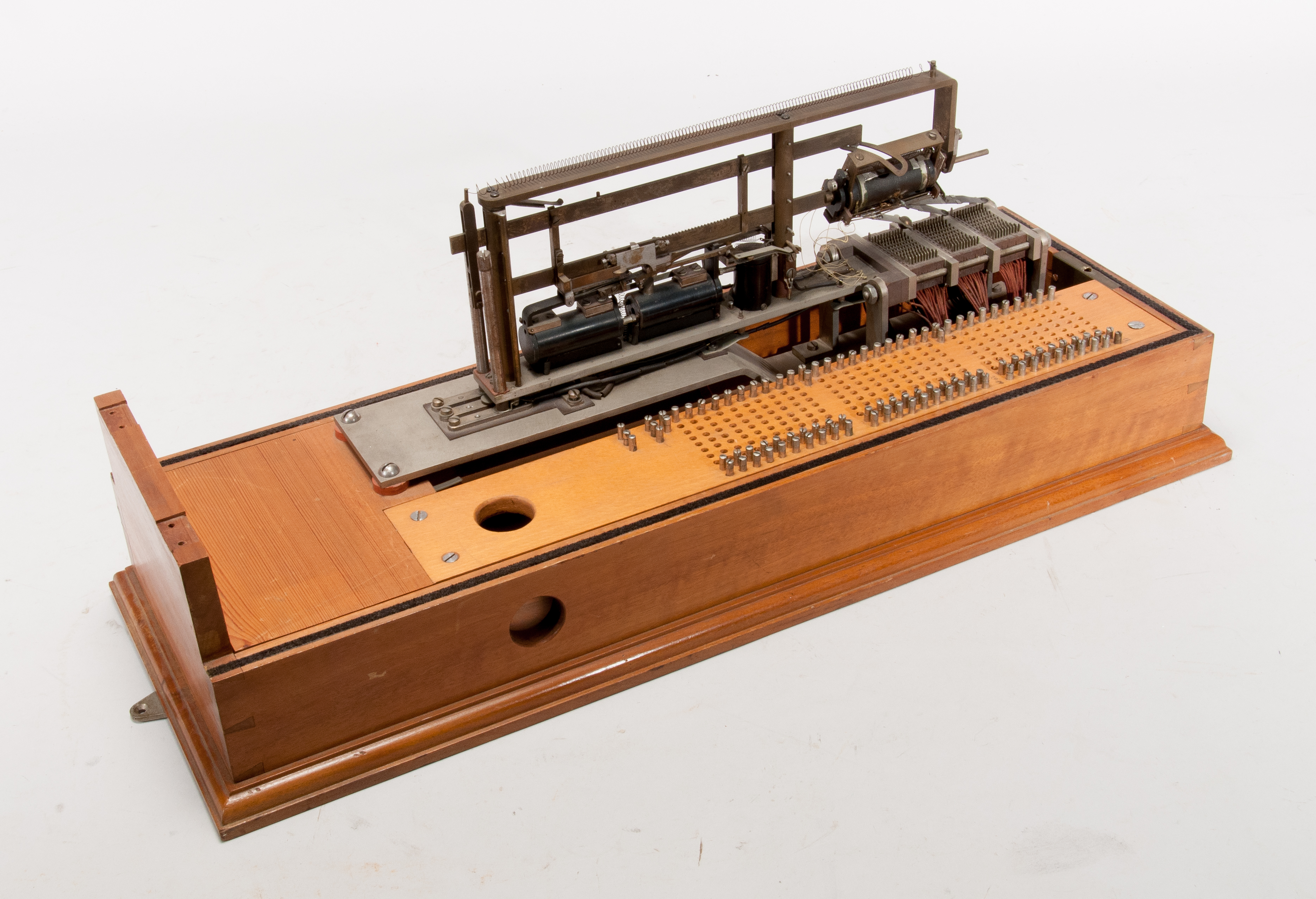
Automatisk växel av Betulanders konstruktion använd i Björksta, Västmanland och i Lokarp, Skåne, ca 1910.
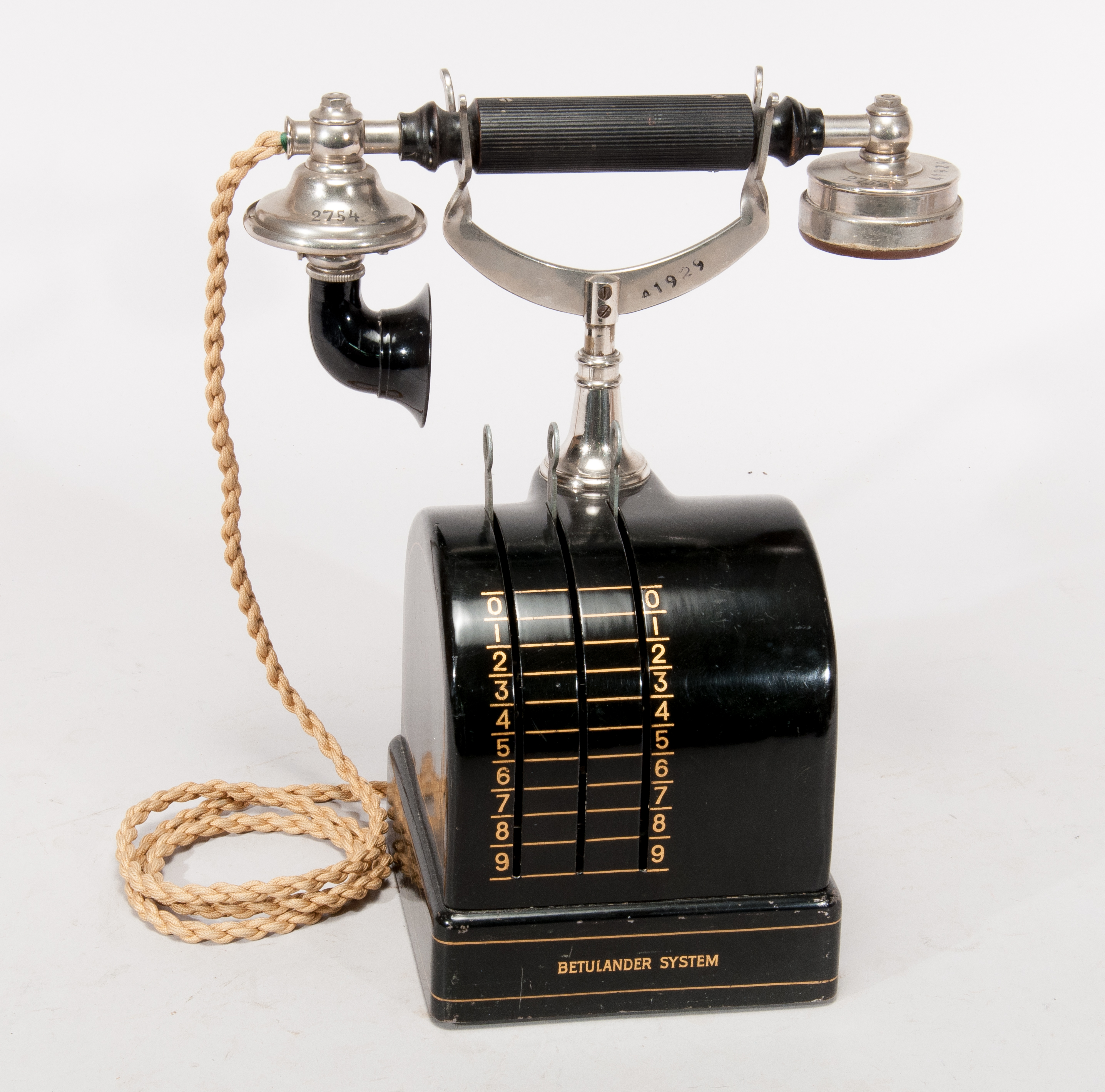
Telefon för Betulanders automatiska telefonsystem, ca 1910.

## G. A. Betulanders företag
Mellan 1910 och 1920 var G A Betulander tjänstledig från Telegrafverket för att utveckla automatiska telefonväxlar i eget bolag. AB Autotelefon Betulander bildades 1910 och ersattes 1912 av Nya AB Autotelefon Betulander med nytt kapital och inriktning på export av automatiska telefonväxlar.
Under den period Betulander var verksam i egen rörelse hade han fabrik i Liljeholmen, Autotelefon Betulander, samt bolag i Frankrike från 1910 (Soc. des Téléphones Auomatiques système Betulander) och i Storbritannien från 1913 (The Automatic Telephone Co., Ltd.). 
I och med att Telegrafverket valt Telefonaktiebolaget L M Ericssons system avvecklade G A Betulander verksamheten. I enlighet med en tidigare överenskommelse fick Telefonaktiebolaget L M Ericsson möjlighet att köpa patenten för Betulanders reläsystem. Kollegan Nils Palmgren tog anställning hos Telefonaktiebolaget L M Ericsson, G A Betulander återgick till Telegrafverket.

## Utvecklingen av koordinatväljarsystemet
Koordinatväljaren var en konstruktion med bryggkopplade reläer som börjat utvecklas i USA. Tekniken hade inte fått genomslag och en del problem i konstruktionen var olösta. Efter att ha återkommit till Telegrafverket 1920 började G A Betulander under ledning av Herman Olsson att utveckla koordinatväljarväxeln. Telegrafverket blir därmed först i världen att dra nytta av en reläväxels snabbhet, framför de elektromekaniska växlarna med rörliga delar som slöt kontakter med hjälp av motorer och kugghjul. 

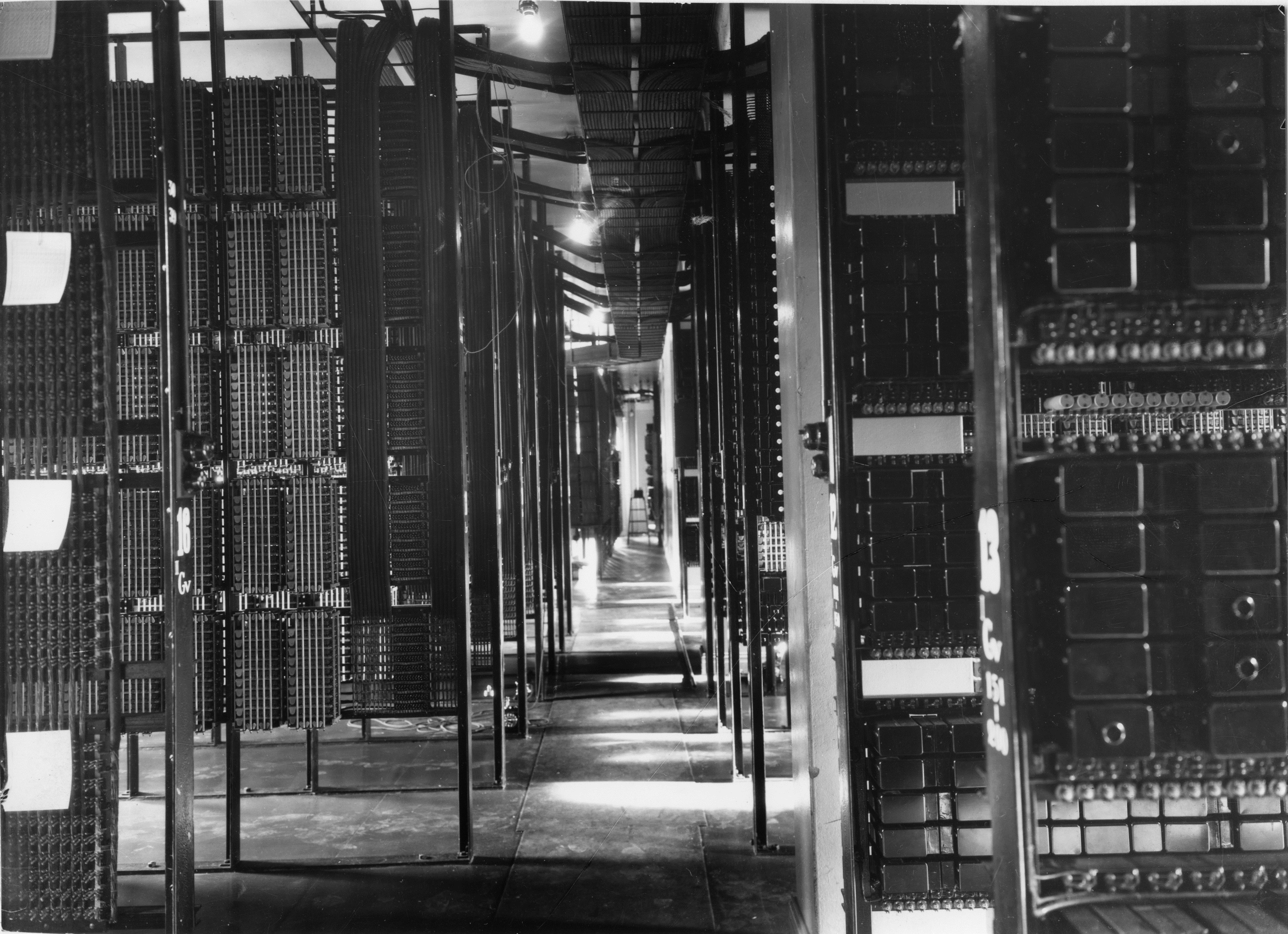
Interiör från världens första större koordinatväljarstation, Sundsvall 1926. Stationen rymde 3500 abonnenter.

Den första provstationen med koordinatväljare installerades i Sundsvall 1926. Samma system användes senare vid automatiseringen av telefonnäten i Malmö och Limhamn. Vid sidan av det system som Axel Hultman och Telefonaktiebolaget L M Ericsson tog fram vid samma tid kom koordinatväljaren att starkt bidra till automatiseringen av det svenska telefonnätet. Koordinatväljaren blev också en exportframgång för Telefonaktiebolaget L M Ericsson som under 1940-talet började tillverka dessa i egen regi.

## Utmärkelser
- 1915 Riddare av Vasaorden[8]
- 1940 Ingenjörsvetenskapsakademins guldmedalj[9]